# موتور رسول بخش دركالة
موتور رسول بخش دركالة (بالإنجليزية: Mowtowr-e Rasul Bakhsh Darkalleh)‏ هي منطقة سكنية تقع في سيستان وبلوتشستان في إيران. يقدر عدد سكانها بـ 46 نسمة .